# Salvador Zerboni
Salvador Zerboni (Cidade do México, 3 de maio de 1979) é um ator mexicano.

## Biografia
Iniciou sua carreira em 2003, na telenovela chilena Machos.
Em 2007 se mudou para o México, e estreou em RBD, la familia.
Em 2009 participou da série El Pantera, interpretando um dos vilões principais, junto a Luis Roberto Guzmán e Ignacio López Tarso.
Em 2011 interpreta um dos antagonistas da série La reina del sur, onde divide créditos junto a Kate del Castillo e Humberto Zurita.
No ano seguinte, em 2012, integrou o elenco da telenovela Abismo de pasión, onde interpretou mais um vilão.
Em 2013 interpretou um dos antagonistas da novela Quiero amarte, onde dividiu créditos com Karyme Lozano, Cristián de la Fuente e Diana Bracho.
Em 2015, interpretou um vilão em A que no me dejas  e em 2017 antagoniza El Bienamado.

## Carreira

### Telenovelas
- 2021-22: Parientes a la fuerza - Juancho Hernández
- 2020: Vecinos - Manolo
- 2019: Decisiones: Unos ganan, otros pierden - Manuel
- 2018: ¡Ay Güey! -	José "Pepe"
- 2017: El bienamado - Jairo Portela
- 2015: A que no me dejas - Leonel Madrigal
- 2013/14: Quiero amarte - Horacio Espinoza
- 2013: Libre para amarte - Norberto
- 2012: Abismo de pasión - Gabino Mendoza
- 2010: La reina del Sur - Ramiro Vargas "El Ratas"
- 2003: Machos - Esteban

### Series de televisão
- 2014: Los héroes del norte (3ª temporada) - (Participação especial)
- 2012: Hoy soy nadie (Participação especial)
- 2012: La Mariposa - Bill Smith
- 2010: Soy tu fan - Junior
- 2010: Capadocia (2º temporada) - Arquitecto
- 2009: El Pantera - Gabriel
- 2007: RBD, la familia - Daniel
- 2005: Rebelde - Mateo

### Filmes
- 2009: Melted Hearts  - Brian Lauper
- 2008: Rudo y cursi  - Jorge